# Čebelar (ptič)
Čebélar ali legát (znanstveno ime Merops apiaster) je vrsta ptic iz družine legatov (Meropidae), ena od najlepše obarvanih ptic, ki živijo v Sloveniji, kjer je strogo zavarovan. Ime izvira iz načina prehrane, saj jé divje čebele in druge velike žuželke, ki jih z neverjetno spretnostjo in hitrostjo lovi v zraku. Velik je od 27 do 29 cm, čez peruti pa ima razpon od 44 do 49 cm.
Čebelar se razmnožuje v širšem pasu Sredozemlja; v nekaterih predelih južne Evrope, severne Afrike in zahodne Azije. Kot tipična selivka preživi zimo v tropski Afriki (evropske) ali v severozahodni in južni Indiji ter Šrilanki (azijske ptice). Pojavlja se tudi v severnejših delih svojega gnezditvenega območja; občasno gnezdi tudi v severozahodni Evropi.

## Gnezdišča v Sloveniji
Čebelar v Sloveniji gnezdi na obrežju reke Reke, v peščenih stenah Bizeljskega, ob reki Muri, na Goričkem, v peskokopu Ravno na vzhodnem delu Krakovskega gozda, posamezni pari gnezdijo tudi v pečenih sipinah gramoznic v Vrbini pri Brežicah.
Bizeljsko je bilo dolga leta edino pribežališče v Sloveniji. Po pripovedovanju domačinov gnezdijo čebelarji tam že od leta 1984, ko naj bi v posameznih letih gnezdilo okoli 50 parov.
V Slovenijo se vrnejo čebelarji v začetku maja. Do konca meseca izkopljejo v stene 1–2 m dolge gnezdilne rove, dostikrat pa se vračajo tudi v stare gnezdilne rove. Pogosto začnejo kopati več rovov, končata pa samo enega. V juniju pričnejo z valjenjem (4–7 jajc), ki traja 24 dni, čemur sledi intenzivno hranjenje mladičev. To obdobje je najbolj primerno za opazovanje, zlasti ob vročih in soparnih dnevih, ko oba starša neprestano prinašata v kljunih hrano.
Leta 2006 se je čebelar naselil v peskokopu kremenčevega peska v Župjeku na Bizeljskem. Da bi opazovalci čim manj vznemirjali te redke ptice, je na primerni razdalji od gnezdilne stene postavljena zaprta opazovalnica, tik pred njo pa je postavljena pojasnjevalna tabla. Za opazovanje je priporočljiv daljnogled ali teleskop.

## Galerija
Fotografije
- Čebelar
- Čebelarja
- Čebelarja
- Čebelar
- Čebelarji v Živalskem vrtu Schönbrunn, Dunaj
- Čebelarja
- Čebelarjevi brlogi, Gols, Avstrija
- Čebelarjevi brlogi, bregovi Donave, Madžarska
- Čebelarjevi brlogi, Ingelheim, Porenje - Pfalška, Nemčija
- Čebelarjevi brlogi, Salziger See, Röblingen pri Halleju, Saška - Anhalt, Nemčija
- Čebelarjev brlog, Quinta da Rocha, Portimão, Portugalska
- Čebelar v letu

Risbe
- Čebelar
- Čebelar, John Gould, 1837

Znamke
- Azerbajdžan
- Moldavija